# Världsmästerskapet i ishockey för damer 2004
Världsmästerskapet i ishockey för damer 2004 var det åttonde i ordningen och spelades 30 mars–6 april 2004 i Halifax och Dartmouth, Kanada. Kanada blev åter världsmästarinnor efter en åttonde finalseger i rad mot USA medan Finland vann brons efter vinst mot Sverige i matchen om tredjepris. Schweiz och Japan åkte ner i Div I och ersattes av Kazakstan i världsmästerskapet 2005, som vann Div I före Tjeckien.
I turneringen deltog för första gången nio landslag, på grund av fjolårets inställda turnering. Två landslag åkte ur men ersattes av endast ett under nästa års turnering. Till följd av det ändrades formatet i turneringen från två grupper med fyra landslag vardera till tre grupper med tre landslag vardera, varav gruppvinnarna spelade i en grupp (Grupp D) om de två finalplatserna och de som slutade på tredje plats spelade bronsmatch mot vinnaren av grupptvåorna som spelat mot varandra i en grupp (Grupp E). Grupptreorna spelade i en grupp (Grupp F) där tvåan och trean åkte ner till Division I 2005.

## Första gruppspelet

### Grupp A
- Kanada
- Kina
- Tyskland

| Datum        | Match             | Res.   | Perioder      |
| ------------ | ----------------- | ------ | ------------- |
| 30 mars 2004 | Kina - Kanada     | 0 - 11 | 0-4, 0-3, 0-4 |
| 31 mars 2004 | Tyskland - Kina   | 4 - 2  | 0-1, 1-1, 3-0 |
| 1 april 2004 | Kanada - Tyskland | 13 - 0 | 8-0, 3-0, 2-0 |

| Grupp A  | SM | V | O | F | GM | IM | P |
| -------- | -- | - | - | - | -- | -- | - |
| Kanada   | 2  | 2 | 0 | 0 | 24 | 0  | 4 |
| Tyskland | 2  | 1 | 0 | 1 | 4  | 15 | 2 |
| Kina     | 2  | 0 | 0 | 2 | 2  | 15 | 0 |

SM = Spelade matcher, V = Vinster, O = Oavgjorda, F = Förluster, GM = Gjorda mål, IM = Insläppta mål, P = Poäng

### Grupp B
- Ryssland
- Schweiz
- USA

| Datum        | Match              | Res.  | Perioder      |
| ------------ | ------------------ | ----- | ------------- |
| 30 mars 2004 | Schweiz - USA      | 1 - 9 | 1-1, 0-4, 0-4 |
| 31 mars 2004 | Ryssland - Schweiz | 2 - 1 | 1-0, 1-0, 0-1 |
| 1 april 2004 | USA - Ryssland     | 8 - 0 | 2-0, 2-0, 4-0 |

| Grupp B  | SM | V | O | F | GM | IM | P |
| -------- | -- | - | - | - | -- | -- | - |
| USA      | 2  | 2 | 0 | 0 | 17 | 1  | 4 |
| Ryssland | 2  | 1 | 0 | 1 | 2  | 9  | 2 |
| Schweiz  | 2  | 0 | 0 | 2 | 2  | 11 | 0 |

SM = Spelade matcher, V = Vinster, O = Oavgjorda, F = Förluster, GM = Gjorda mål, IM = Insläppta mål, P = Poäng

### Grupp C
- Finland
- Japan
- Sverige

| Datum        | Match             | Res.  | Perioder      |
| ------------ | ----------------- | ----- | ------------- |
| 30 mars 2004 | Japan - Sverige   | 2 - 8 | 0-2, 2-4, 0-2 |
| 31 mars 2004 | Finland - Japan   | 1 - 0 | 1-0, 0-0, 0-0 |
| 1 april 2004 | Sverige - Finland | 2 - 2 | 2-0, 0-1, 0-1 |

| Grupp C | SM | V | O | F | GM | IM | P |
| ------- | -- | - | - | - | -- | -- | - |
| Sverige | 2  | 1 | 1 | 0 | 10 | 4  | 3 |
| Finland | 2  | 1 | 1 | 0 | 3  | 2  | 3 |
| Japan   | 2  | 0 | 0 | 2 | 2  | 9  | 0 |

SM = Spelade matcher, V = Vinster, O = Oavgjorda, F = Förluster, GM = Gjorda mål, IM = Insläppta mål, P = Poäng

## Andra gruppspelet

### Grupp D
- Kanada
- Sverige
- USA

| Datum        | Match            | Res.  | Perioder      |
| ------------ | ---------------- | ----- | ------------- |
| 3 april 2004 | Kanada - USA     | 1 - 3 | 1-2, 0-1, 0-0 |
| 4 april 2004 | Sverige - Kanada | 1 - 7 | 1-0, 0-4, 0-3 |
| 5 april 2004 | USA - Sverige    | 9 - 2 | 3-1, 1-1, 5-0 |

| Grupp D | SM | V | O | F | GM | IM | P |
| ------- | -- | - | - | - | -- | -- | - |
| USA     | 2  | 2 | 0 | 0 | 12 | 3  | 4 |
| Kanada  | 2  | 1 | 0 | 1 | 8  | 4  | 2 |
| Sverige | 2  | 0 | 0 | 2 | 3  | 16 | 0 |

SM = Spelade matcher, V = Vinster, O = Oavgjorda, F = Förluster, GM = Gjorda mål, IM = Insläppta mål, P = Poäng

### Grupp E
- Finland
- Ryssland
- Tyskland

| Datum        | Match               | Res.  | Perioder      |
| ------------ | ------------------- | ----- | ------------- |
| 3 april 2004 | Tyskland - Ryssland | 2 - 4 | 0-1, 2-2, 0-1 |
| 4 april 2004 | Finland - Tyskland  | 4 - 0 | 2-0, 1-0, 1-0 |
| 5 april 2004 | Ryssland - Finland  | 1 - 2 | 1-0, 0-2, 0-0 |

| Grupp E  | SM | V | O | F | GM | IM | P |
| -------- | -- | - | - | - | -- | -- | - |
| Finland  | 2  | 2 | 0 | 0 | 6  | 1  | 4 |
| Ryssland | 2  | 1 | 0 | 1 | 5  | 4  | 2 |
| Tyskland | 2  | 0 | 0 | 2 | 2  | 8  | 0 |

SM = Spelade matcher, V = Vinster, O = Oavgjorda, F = Förluster, GM = Gjorda mål, IM = Insläppta mål, P = Poäng

### Grupp F
- Japan
- Kina
- Schweiz

| Datum        | Match           | Res.  | Perioder      |
| ------------ | --------------- | ----- | ------------- |
| 3 april 2004 | Kina - Schweiz  | 6 - 3 | 2-1, 3-1, 1-1 |
| 4 april 2004 | Japan - Kina    | 2 - 5 | 0-2, 0-1, 2-2 |
| 5 april 2004 | Schweiz - Japan | 4 - 0 | 0-0, 1-0, 3-0 |

| Grupp F | SM | V | O | F | GM | IM | P |
| ------- | -- | - | - | - | -- | -- | - |
| Kina    | 2  | 2 | 0 | 0 | 11 | 5  | 4 |
| Schweiz | 2  | 1 | 0 | 1 | 7  | 6  | 2 |
| Japan   | 2  | 0 | 0 | 2 | 2  | 9  | 0 |

SM = Spelade matcher, V = Vinster, O = Oavgjorda, F = Förluster, GM = Gjorda mål, IM = Insläppta mål, P = Poäng

## Slutspel
| Datum        | Match             | Res. | Periodres.    |
| ------------ | ----------------- | ---- | ------------- |
| Bronsmatch   |                   |      |               |
| 6 april 2004 | Finland - Sverige | 3-2  | 1-0, 1-2, 1-0 |
| Final        |                   |      |               |
| 6 april 2004 | USA - Kanada      | 0-2  | 0-0, 0-1, 0-1 |

## VM-ranking
| VM 2004 | VM 2004  |
| ------- | -------- |
| Guld    | Kanada   |
| Silver  | USA      |
| Brons   | Finland  |
| 4.      | Sverige  |
| 5.      | Ryssland |
| 6.      | Tyskland |
| 7.      | Kina     |
| 8.      | Schweiz  |
| 9.      | Japan    |

Schweiz och Japan spelar Division 1 Dam-VM 2005.

## Poängligan
Not: M = Mål, A = Assist, Pts = Poäng
| Spelare            | Land   | M | A | Pts |
| ------------------ | ------ | - | - | --- |
| Jennifer Botterill | Kanada | 3 | 8 | 11  |
| Natalie Darwitz    | USA    | 7 | 3 | 10  |
| Jayna Hefford      | Kanada | 7 | 3 | 10  |
| Caroline Ouellette | Kanada | 3 | 6 | 9   |
| Krissy Wendell     | USA    | 4 | 3 | 7   |
| Angela Ruggiero    | USA    | 2 | 5 | 7   |
| Danielle Goyette   | Kanada | 2 | 5 | 7   |
| Cherie Piper       | Kanada | 1 | 6 | 7   |
| Jenny Potter       | USA    | 3 | 3 | 6   |

## Division I
Division I Dam-VM 2004 avgjordes mellan den 14 och 20 mars i Ventspils, Lettland.
|           | M | V | O | F | GM | IM | P |
| --------- | - | - | - | - | -- | -- | - |
| Kazakstan | 5 | 4 | 1 | 0 | 15 | 4  | 9 |
| Tjeckien  | 5 | 3 | 1 | 1 | 19 | 11 | 7 |
| Lettland  | 5 | 3 | 1 | 1 | 18 | 15 | 7 |
| Frankrike | 5 | 1 | 2 | 2 | 14 | 13 | 4 |
| Norge     | 5 | 1 | 1 | 3 | 18 | 17 | 3 |
| Nordkorea | 5 | 0 | 0 | 5 | 5  | 29 | 0 |

Kazakhstan spelar Dam-VM 2005, Norge och Nordkorea spelar i Division II

## Division II
Division II Dam-VM 2004 avgjordes mellan den 14 och 20 mars i Sterzing-Vipiteno, Italien.
|                | M | V | O | F | GM | IM | P |
| -------------- | - | - | - | - | -- | -- | - |
| Danmark        | 5 | 4 | 1 | 0 | 24 | 7  | 9 |
| Italien        | 5 | 4 | 0 | 1 | 24 | 7  | 8 |
| Slovakien      | 5 | 3 | 1 | 1 | 28 | 7  | 7 |
| Holland        | 5 | 2 | 0 | 3 | 8  | 14 | 4 |
| Australien     | 5 | 1 | 0 | 4 | 6  | 32 | 2 |
| Storbritannien | 5 | 0 | 0 | 5 | 6  | 29 | 0 |

Danmark spelar i Division I Dam-VM 2005, medan Australien och Storbritannien spelar i Division III Dam-VM

## Division III
Division III Dam-VM 2004 avgjordes mellan den 21 och 27 mars i Maribor, Slovenien.
|           | M | V | O | F | GM | IM | P  |
| --------- | - | - | - | - | -- | -- | -- |
| Österrike | 5 | 5 | 0 | 0 | 35 | 4  | 10 |
| Slovenien | 5 | 4 | 0 | 1 | 28 | 8  | 8  |
| Ungern    | 5 | 3 | 0 | 2 | 15 | 20 | 6  |
| Belgien   | 5 | 2 | 0 | 3 | 13 | 19 | 4  |
| Rumänien  | 5 | 1 | 0 | 4 | 4  | 21 | 2  |
| Sydafrika | 5 | 0 | 0 | 5 | 7  | 30 | 0  |

Österrike spelar Division II Dam-VM 2005.